# Hans Klumbach
Hans Klumbach (* 26. April 1904 in Wolfach; † 14. Dezember 1992 in Mainz) war ein deutscher Klassischer und Provinzialrömischer Archäologe und Direktor am Römisch-Germanischen Zentralmuseum (RGZM) in Mainz.

## Leben
Klumbach verbrachte seine Jugendjahre in Stuttgart, wo er das humanistische Eberhard-Ludwigs-Gymnasium besuchte. Anschließend studierte er von 1922 bis 1927 Klassische Archäologie und Klassische Philologie in Tübingen und Heidelberg. Bereits als Tübinger Student beschäftigte er sich intensiv mit den römischen Steindenkmälern seiner Heimat wie dem Lapidarium des Württembergischen Landesmuseums in Stuttgart. Im Sommer 1927 wurde er bei Carl Watzinger in Tübingen mit der Arbeit „Tarentiner Grabkunst“ zum Dr. phil. promoviert. Das Reisestipendium des Deutschen Archäologischen Instituts ermöglichte ihm 1928/29 eine Reise durch den Mittelmeerraum. Nach seiner Rückkehr wurde er 1930 Direktionsassistent am Römisch-Germanischen Zentralmuseum im Mainz. 1935 erschien die von ihm völlig umgearbeitete 4. Auflage von Karl Schumachers Germanenkatalog und 1937 seine Dissertation als Heft der Tübinger Forschungen zur Archäologie und Kunstgeschichte.
Nach Kriegsdienst und Gefangenschaft von 1940 bis 1947 wurde Klumbach 1950 Kustos und 1954 Direktor der Römischen Abteilung des Römisch-Germanischen Zentralmuseum. Seit 1952 war er Honorarprofessor an der Universität Mainz für Provinzialrömische Archäologie. Hans Klumbach war ordentliches Mitglied des Deutschen Archäologischen Instituts. 1969 erhielt er das Verdienstkreuz am Bande der Bundesrepublik Deutschland.

## Schriften
- Tarentiner Grabkunst (= Tübinger Forschungen zur Archäologie und Kunstgeschichte. Band 15). Gryphius, Reutlingen 1937.
- Karl Schumacher: Germanendarstellungen. 4. Auflage des Verzeichnisses der Abgüsse und wichtigeren Photographien mit Germanendarstellungen. I. Teil: Darstellungen aus dem Altertum. Neu bearbeitet von Hans Klumbach, Verlag des Römisch-Germanischen Zentralmuseums, Mainz 1935.
- Der römische Schatzfund von Straubing. Fundbericht von Josef Keim. Beschreibung der Fundstücke von Hans Klumbach (= Münchner Beiträge zur Vor- und Frühgeschichte. Band 3). C. H. Beck, München 1951; 2., um eine Bibliographie erw. Auflage, C. H. Beck, München 1976, ISBN 3-406-07277-1; 3., unveränderte Auflage, C. H. Beck, München 1978.
- Römische Kleinkunst (Bilderhefte des Römisch-Germanischen Zentralmuseums, Mainz). Römisch-Germanisches Zentralmuseum, Mainz 1957.
- Der römische Skulpturenfund von Hausen an der Zaber (Kreis Heilbronn) (= Forschungen und Berichte zur Vor- und Frühgeschichte in Baden-Württemberg. Band 5). Verlag Müller & Graff, Stuttgart 1973.
- Römische Helme aus Niedergermanien. Führer des Rheinischen Landesmuseums in Bonn, Rheinland-Verlag, Köln 1974.
- als Hrsg.: Spätrömische Gardehelme. C. H. Beck, München 1973.